# Kahlenberg (sommet)
Pour les articles homonymes, voir Kahlenberg.
Le Kahlenberg (prononciation allemande : [ˈkaːlənˌbɛʁk]) est une colline du Kahlengebirge située à Döbling, le 19e arrondissement de Vienne, en Autriche. Le sommet, qui culmine à 484 m d'altitude, est l'un des points de vue les plus connus sur la capitale. Lors du second siège de Vienne en 1683, il a été le lieu de départ de la libération de la ville par les troupes unies impériales et polonaises.

## Géographie

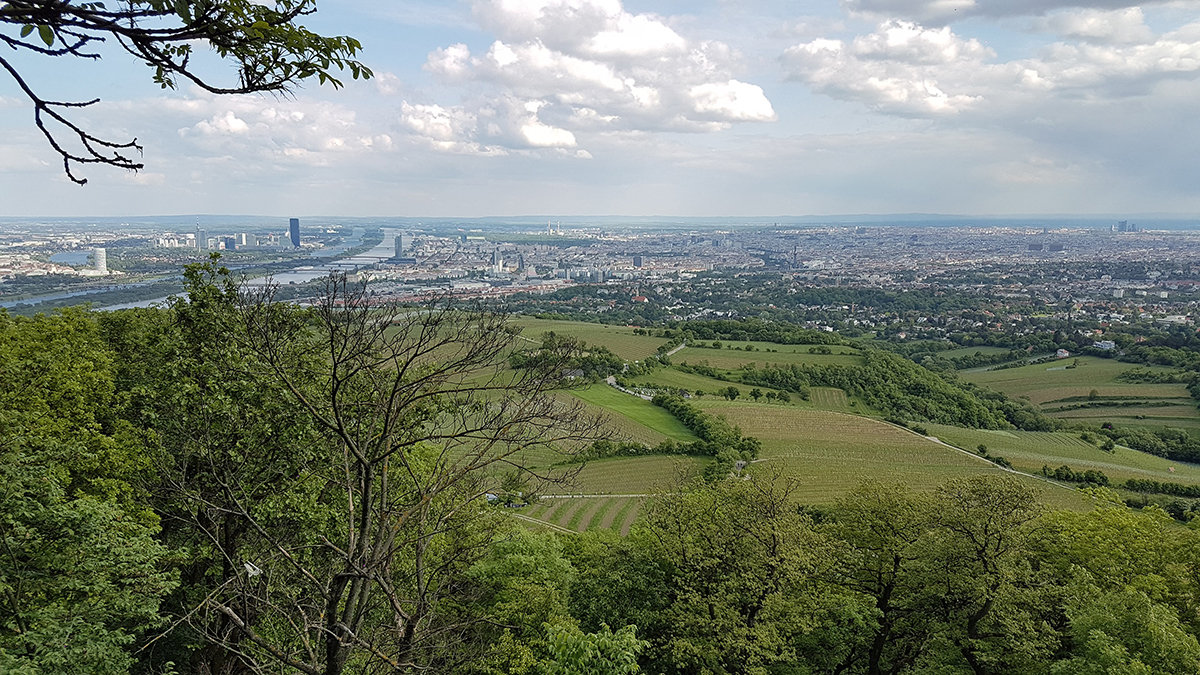
Vue sur Vienne depuis le sommet.

Le Kahlenberg appartient aux premiers contreforts du Wienerwald, un massif à l'extrémité orientale des Préalpes orientales septentrionales, au bord du bassin de Vienne. Son sommet offre aux visiteurs un large panorama sur la capitale, situé à 320 m en dessous, jusqu'aux Petites Carpates et au massif du Schneeberg. D'un point de vue géologique, la montagne fait partie des flyschs s'étendant sur le bord septentrional des Alpes orientales.
Comme le mont Leopoldsberg voisin, le Kahlenberg se situe juste à la limite nord de Vienne, s'élevant au-dessus de la rive droite du Danube. Les côtes sont rocheuses et parfois très abruptes. La crête se prolonge à l'ouest par les sommets du Reisenberg, du Latisberg et du Hermannskogel. Une route des points de vue (Höhenstraße) relie les cimes ; au nord, elle descend vers Klosterneuburg, l'ancienne résidence des Babenberg. De nombreux sentiers pédestres serpentent aussi à travers les pentes jusqu'au vignoble de Grinzing.

## Histoire

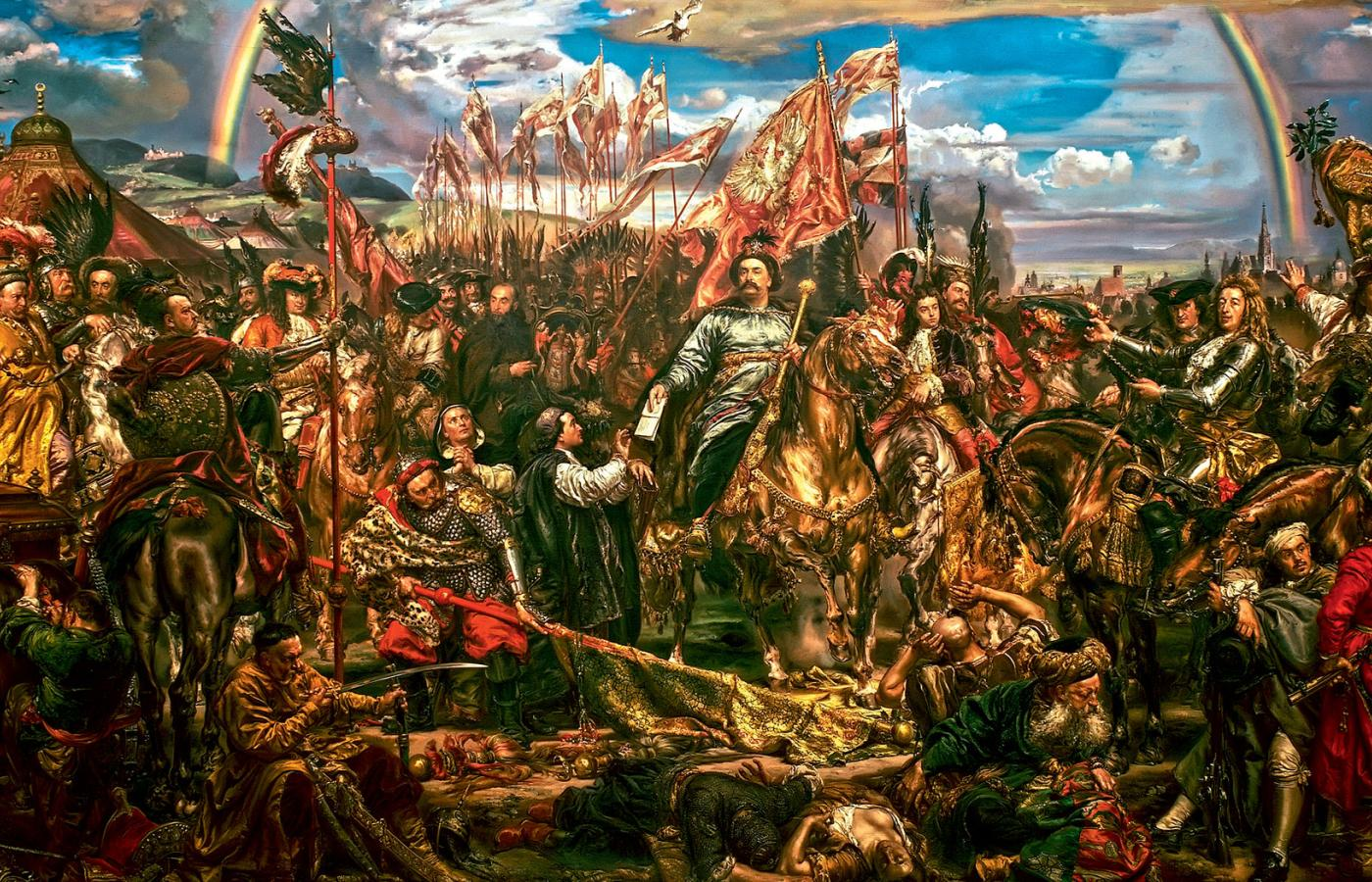
Sobieski à Vienne, peinture historique par Jan Matejko (1883).

En 1628, le domaine du Sauberg (« mont à sangliers »), ancienne propriété de l'abbaye de Klosterneuburg, a été acquis par l'empereur Ferdinand II de Habsbourg qui a donné l'autorisation de commencer la construction d'un ermitage de l'ordre camaldule sur la montagne. À cela s'ajoute également une chapelle dédiée à saint Joseph qui devient l'église paroissiale du village de Josefsdorf.
Dans la bataille de Vienne, le 12 septembre 1683, les troupes du roi polonais Jean III Sobieski arrivèrent sur les pentes pour attaquer les assiégeants ottomans par derrière. Après la victoire contre les Turcs, l'empereur Léopold Ier fit reconstruire la chapelle sur la montagne voisine connue alors sous l'appellation de Kahlenberg. Dédiée au margrave canonisé Léopold III d'Autriche en 1693, cette colline a été nommée Leopoldsberg, lorsque le Sauberg à côté est alors rebaptisé Kahlenberg.

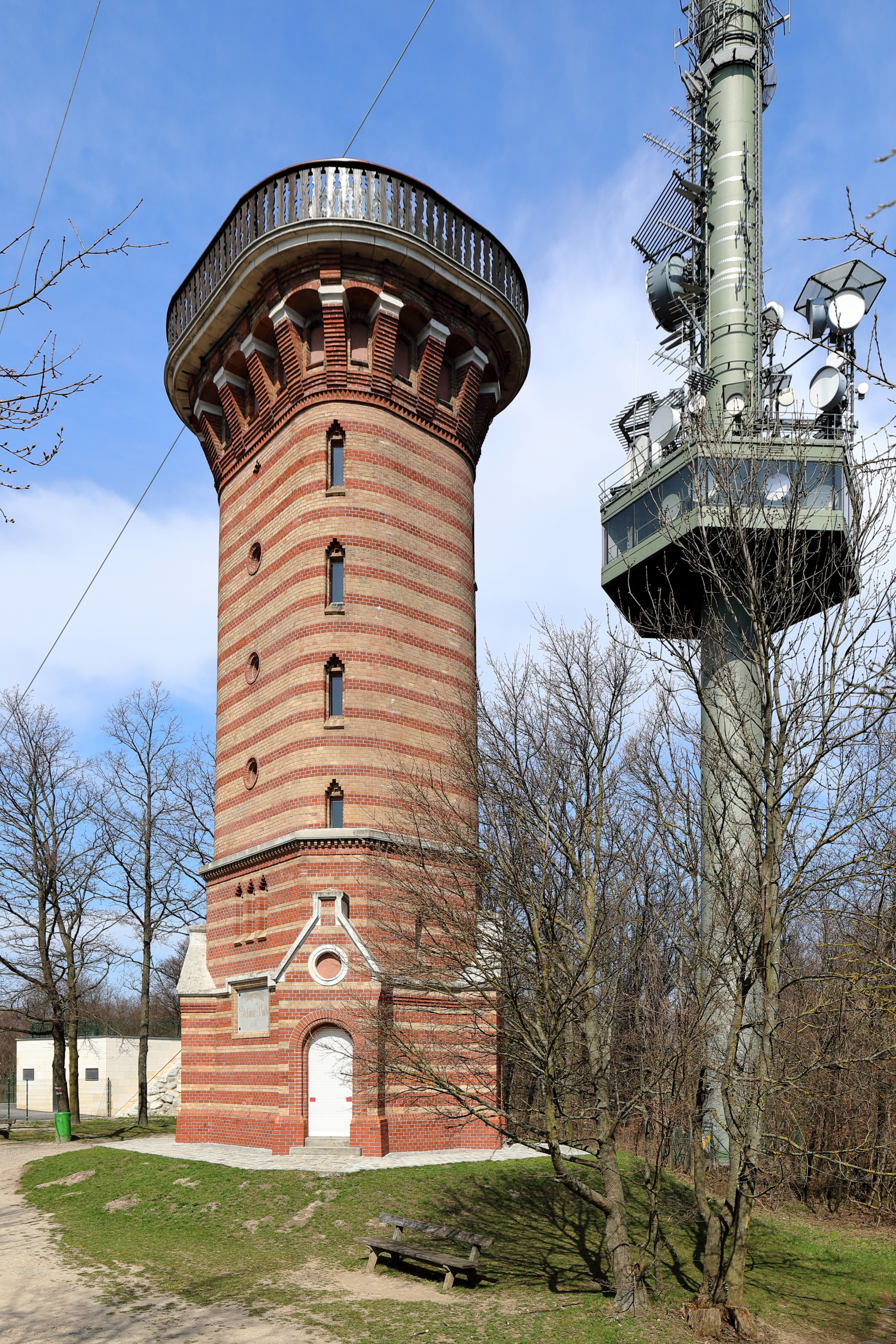
La Stephaniewarte et l'émetteur radio.

À l'occasion de l'exposition universelle de 1873, un chemin de fer à crémaillère (Kahlenbergbahn) ascendant de la rive du Danube via Grinzing au plateau de montagne fut réalisé selon le projet de l'ingénieur suisse Niklaus Riggenbach ; inauguré le 7 mars 1874, l'exploitation prend fin après la Première Guerre mondiale. Au point culminant, à 484 m d'altitude, une tour d'observation fut construite en 1887. Appelée Stephaniewarte d'après Stéphanie de Belgique, l'épouse du prince héritier Rodolphe d'Autriche, elle est aujourd'hui gérée par les Amis de la nature (Naturfreunde) à Döbling. Depuis 1974, une antenne émettrice de la Radiodiffusion autrichienne (ORF) se trouve à côté.
Le plateau en dessous du sommet était également le site d'un restaurant, construit sur les plans de l'architecte Erich Boltenstern en 1935, qui a toutefois été démoli en 2007 malgré de nombreuses plaintes et protestations. À côté, la Modul University Vienna, une université privée créée par la Chambre de commerce et d’industrie de Vienne, a ouvert ses portes la même année.